# هاميلتون شيرلي أميراسينغ
هاميلتون شيرلي أميراسينغ، (18 مارس 1913 - 4 ديسمبر 1980) كان دبلوماسي سريلانكي وموظف مدني. وكان المفوض السامي لسيلان إلى الهند وفي نفس الوقت سفيرًا لكل من نيبال وأفغانستان (1963-1967) وأمينًا دائمًا لوزارة المالية والخزانة ووزارة الصحة. عمل أميراسينغ كممثل دائم لسيلان في الأمم المتحدة من عام 1967 إلى عام 1980 وشغل منصب رئيس الجمعية العامة للأمم المتحدة في عام 1976. وكان أيضاً أحد قادة مفاوضات صياغة اتفاقية الأمم المتحدة لقانون البحار.

## روابط خارجية
- هاميلتون شيرلي أميراسينغ على موقع مونزينجر (الألمانية)